# Tatjana Smith
Tatjana Smith, född Schoenmaker den 9 juli 1997, är en sydafrikansk simmare.

## Karriär
Vid OS 2020 tog Smith guld på 200 meter bröstsim och silver på 100 meter bröstsim. Vid VM 2019 tog hon silver på 200 meter bröstsim. Vid VM 2023 tog hon återigen guld på 200 meter bröstsim och silver på 100 meter bröstsim.